# Batuvarahalli, Mulbagal
Batuvarahalli là một làng thuộc tehsil Mulbagal, huyện Kolar, bang Karnataka, Ấn Độ.